# Пам'ятки Горлівки
Блох Л. А., Бринський М. Ф.
Проекти пам’ятниківУ місті Горлівка Донецької області на обліку перебуває 17 пам'яток історії та 10 пам'яток монументального мистецтва.

## Пам'ятки історії
| № пп | Охорон. номер | Найменування пам'ятки                                                                                    | Місцезнаходження пам'ятки                                                                                   | Рік встановлення       | Автор                                                                  | Рішення                                                |
| ---- | ------------- | --- | --- | ---------------------- | ---------------------------------------------------------------------- | ------------------------------------------------------ |
| 1.   | 2932          | Могила Павла Гудименка, червоногвардійця.                                                                | м. Горлівка, Калінінський р-н, с-ще Байрак, цвинтар.                                                        | 1957 р.                | -                                                                      | 12.06.1991 р. № 210                                    |
| 2.   | 161           | Братська могила радянських воїнів Південного і Південно-Західного фронтів.                               | м. Горлівка, Калінінський р-н, вул. Горлівської дивізії.                                                    | 1960 р.                | -                                                                      | 17.12.1969 р. № 724                                    |
| 3.   | 195           | Пам'ятник Орджонікідзе С. Г.                                                                             | м. Горлівка, Калінінський р-н, вул. Горлівської дивізії, перед заводоуправлінням ВАТ концерну «Стірол».     | 1971 р.                | -                                                                      | 21.06.2000 р. № 376                                    |
| 4.   | 196           | Пам'ятник Румянцеву К. А., державному і партійному діячу.                                                | м. Горлівка, Калінінський р-н, вул. Енергетична, 8.                                                         | 1958 р. рек. 1975 р.   | Автор: Нечипорук А. А.                                                 | 17.12.1969 р. № 724                                    |
| 5.   | 2907          | Могила Захарова М. О, воїна-афганця, рядового.                                                           | м. Горлівка, Калінінський р-н, с-ще Жовтневе, цвинтар.                                                      | 1985 р.                | -                                                                      | 14.07.1993 р. № 419                                    |
| 6.   | 163           | Братська могила радянських воїнів Південного фронту.                                                     | м. Горлівка, Калінінський р-н, вул. Р.Зорге, 2.                                                             | 1969 р.                | Скульптор: Гевеке П. П. Архітектор: Проценко В.                        | 17.12.1969 р. № 724                                    |
| 7.   | 1825          | Місце страти мирних громадян.                                                                            | м. Горлівка, Калінінський р-н, вул. Калашникова, 3.                                                         | 1965 р.                | Автор: Нечипорук А. А.                                                 | 13.04.1977 р. № 239                                    |
| 8.   | 157           | Школа, у якій викладав Стус В. С, український поет.                                                      | м. Горлівка, Калінінський р-н, с-ще Кіндратівка, СШ № 23.                                                   | 1985 р.                | -                                                                      | 26.12.1995 р. № 138                                    |
| 9.   | 153           | Братська могила червоногвардійців.                                                                       | м. Горлівка, Калінінський р-н, вул. Коріневського.                                                          | 1968 р.                | Скульптор: Гінзбург Н. А.                                              | 17.12.1969 р. № 724                                    |
| 10   | 2914          | Пам'ятний знак на честь Царенка І. О, воїна-афганця.                                                     | м. Горлівка, Калінінський р-н, вул. Коріневського, Парк ім. 50-річчя ВЛКСМ, алея пам'яті загиблих афганців. | 1984 р.                | -                                                                      | 14.07.1993 р. № 419                                    |
| 11   | 162           | Братська могила радянських воїнів Південного фронту.                                                     | м. Горлівка, Калінінський р-н, вул. Наклонна.                                                               | 1964 р. рек. 1990 р.   | -                                                                      | 17.12.1969 р. № 724                                    |
| 12   | 2908          | Могила Гориздри В. І, воїна-афганця.                                                                     | м. Горлівка, Калінінський р-н, с-ще Кондратьївка, цвинтар біля шахти «Кіндратівка».                         | 1981 р.                | -                                                                      | 14.07.1993 р. № 419                                    |
| 13   | 2916          | Могила Зорькіна В. Ю, воїна-афганця, лейтенанта.                                                         | м. Горлівка, Калінінський р-н, с-ще Ново-Каютове, цвинтар біля шахти «Кіндратівка».                         | 1988 р.                | -                                                                      | 14.07.1993 р. № 419                                    |
| 14   | 1772          | Пам'ятник воїнам-землякам.                                                                               | м. Горлівка, Калінінський р-н, вул. Політехнічна, 4.                                                        | 1972 р.                | Скульптор: Балдін Ю. І. Архітектор: Бондарчук А. С.                    | 12.02.1975 р. № 84                                     |
| 15   | 2911          | Могила Бондаренка І.Г, воїна-афганця, рядового.                                                          | м. Горлівка, Калінінський р-н, с-ще шахти ім. Румянцева, цвинтар.                                           | 1985 р.                | -                                                                      | 14.07.1993 р. № 419                                    |
| 16   | 2915          | Могила Глущенка С. В, воїна-афганця, молодшого сержанта.                                                 | м. Горлівка, Центрально-міський р-н,                                                                        | 1985 р.                | -                                                                      | 14.07.1993 р. № 419                                    |
| 17   | 2909          | Могила Мірасова Р. М, воїна-афганця, молодшого сержанта.                                                 | м. Горлівка, Калінінський р-н, с-ще шахти ім. Румянцева, цвинтар.                                           | 1984 р.                | -                                                                      | 14.07.1993 р. № 419                                    |
| 18   | 2910          | Могила Кухарчука К. М, воїна-афганця, рядового.                                                          | м. Горлівка, Калінінський р-н, с-ще шахти ім. Румянцева, цвинтар, сх. част.                                 | 1986 р.                | -                                                                      | 14.07.1993 р. № 419                                    |
| 19   | 2913          | Могила Шатибелка О. Й, воїна-афганця, рядового.                                                          | м. Горлівка, Калінінський р-н, с-ще шахти ім. Румянцева, цвинтар.                                           | 1984 р.                | -                                                                      | 14.07.1993 р. № 419                                    |
| 20   | 2905          | Могила Мокроснопа І. М, воїна-афганця, старшого лейтенанта.                                              | м. Горлівка, центральний міський р-н цвинтар.                                                               | 1986 р.                | -                                                                      | 14.07.1993 р. № 419                                    |
| 21   | 2912          | Могила Авдєєва В. М, воїна-афганця, рядового.                                                            | м. Горлівка, центральний міський р-н, цвинтар.                                                              | 1984 р.                | -                                                                      | 14.07.1993 р. № 419                                    |
| 22   | 2906          | Могила Харчевникова О. Л, воїна-афганця, майора.                                                         | м. Горлівка центральний міський р-н, цвинтар                                                                | 1988 р.                | -                                                                      | 14.07.1993 р. № 419                                    |
| 23   | 275           | Могила Ізотова Н. А., відомого шахтаря.                                                                  | м. Горлівка, центральний міський цвинтар                                                                    | 1953 р.                | -                                                                      | Постанова Ради мініст-рів УРСР від 21.07.1965 р. № 711 |
| 24   | 166           | Братська могила радянських воїнів і партизанів.                                                          | м. Горлівка, Микитівський р-н, вул. Бубнова, 24.                                                            | 1952 р.                | -                                                                      | 17.12.1969 р. № 724                                    |
| 25   | 175           | Будинок, у якому розташовувався штаб червоногвардійських загонів Сіверса Р. Ф.                           | м. Горлівка, Микитівський р-н, вул. Бубнова, 24.                                                            | Дошка: 1968 р.         | -                                                                      | 17.12.1969 р. № 724                                    |
| 26   | 168           | Братська могила радянських воїнів Південно-Західного фронту.                                             | м. Горлівка, Микитівський р-н, вул. Вознесенського, 4.                                                      | 1965 р.                | -                                                                      | 17.12.1969 р. № 724                                    |
| 27   | 167           | Братська могила радянських воїнів Південного фронту.                                                     | м. Горлівка, Микитівський р-н, вул. Вуглегорська, 1.                                                        | 1954 р.                | -                                                                      | 17.12.1969 р. № 724                                    |
| 28   | 2918          | Могила Насирова Д.М, воїна-афганця, лейтенанта.                                                          | м. Горлівка, Микитівський р-н, с-ще шахти ім. Ізотова, цвинтар.                                             | 1986 р.                | -                                                                      | 14.07.1993 р. № 419                                    |
| 29   | 2922          | Могила Неживого М. В., воїна-афганця, молодшого сержанта.                                                | м. Горлівка, Микитівський р-н, с-ще шахти ім. Ізотова, цвинтар.                                             | 1985 р.                | -                                                                      | 14.07.1993 р. № 419                                    |
| 30   | 2921          | Могила Пахомова А. О, воїна-афганця, рядового.                                                           | м. Горлівка, Микитівський р-н, с-ще шахти ім. Ізотова, цвинтар.                                             | 1985 р.                | -                                                                      | 14.07.1993 р. № 419                                    |
| 31   | 171           | Братська могила радянських воїнів Південно-Західного фронту.                                             | м. Горлівка, Микитівський р-н, ст. «Майорськ», сквер.                                                       | 1959 р.                | -                                                                      | 5.09.1973 р. № 475                                     |
| 32   | 164           | Братська могила радянських воїнів.                                                                       | м. Горлівка, Микитівський р-н, вул. Пересипкіна 6.                                                          | 1959 р.                | -                                                                      | 17.12.1969 р. № 724                                    |
| 33   | 165           | Братська могила радянських воїнів Південного фронту.                                                     | м. Горлівка, Микитівський р-н, Гольмівська сел/р, смт Гольмівське.                                          | Рек. 1975 р.           | Скульптор: Гінзбург Н. А. Архітектор: Томілло Я. І.                    | 17.12.1969 р. № 724                                    |
| 34   | 2920          | Могила Сєліверстова В. Л, воїна-афганця, сержанта.                                                       | м. Горлівка, Микитівський р-н, Гольмівська сел/р, смт Гольмівське.                                          | 1987 р.                | -                                                                      | 14.07.1993 р. № 419                                    |
| 35   | 1824          | Братська могила радянських воїнів Південного фронту.                                                     | м. Горлівка, Микитівський р-н, Гольмівська сел/р, смт Гольмівське, вул. Будівельна.                         | 1971 р.                | -                                                                      | 13.04.1977 р. № 239                                    |
| 36   | 170           | Братська могила радянських воїнів Південного фронту.                                                     | м. Горлівка, Микитівський р-н, Зайцівська сел./р, смт Зайцеве, вул. Героїчна.                               | 1963 р. рек. 1992 р.   | -                                                                      | 17.12.1969 р. № 724                                    |
| 37   | 169           | Братська могила червоноармійців і радянських воїнів.                                                     | м. Горлівка, Микитівський р-н, Зайцівська сел./р, смт Зайцеве, вул. генерала Карбишева.                     | 1963 р.                | -                                                                      | 17.12.1969 р. № 724                                    |
| 38   | 2917          | Могила Попова О. І, воїна-афганця, лейтенанта.                                                           | м. Горлівка, Микитівський р-н, Зайцівська сел./р, смт Зайцеве, цвинтар.                                     | 1983 р.                | -                                                                      | 14.07.1993 р. № 419                                    |
| 39   | 2919          | Могила Тарасюка С. В, воїна-афганця.                                                                     | м. Горлівка, Микитівський р-н, Зайцівська сел./р, смт Зайцеве, цвинтар «Російський».                        | 1988 р.                | -                                                                      | 14.07.1993 р. № 419                                    |
| 40   | 154           | Братська могила радянських військовополонених.                                                           | м. Горлівка, Центрально-Міський р-н, вул. Вокзальна.                                                        | 1961 р.                | -                                                                      | 17.12.1969 р. № 724                                    |
| 41   | 144           | Пам'ятне місце, пов'язане з революційними подіями 1905 р.                                                | м. Горлівка, Центрально-Міський р-н, вул. Вокзальна.                                                        | Дошка: 1967 р.         | -                                                                      | 17.12.1969 р. № 724                                    |
| 42   | 2068          | Братська могила радянських воїнів.                                                                       | м. Горлівка, Центрально-Міський р-н, с-ще Гурти, вул. Балецького, 97.                                       | 1951 р.                | -                                                                      | 5.08.1985 р. № 449                                     |
| 43   | 145           | Місце виступу Моісеєнка П. А., революціонера.                                                            | м. Горлівка, Центрально-Міський р-н, вул. Дубнова, 24, вокзал залізничної станції                           | Дошка: 1967 р.         | -                                                                      | 17.12.1969 р. № 724                                    |
| 44   | 2069          | Могила Безпощадного П. Г, радянського поета.                                                             | м. Горлівка, Центрально-Міський р-н, вул. Інтернаціональна, цвинтар, дільниця № 2.                          | 1969 р.                | Скульптор: Мухін В.Н                                                   | 5.08.1985 р. № 449                                     |
| 45   | 146           | Місце бою робітничих загонів з царськими військами.                                                      | м. Горлівка, Центрально-Міський р-н, перехрестя вул. Інтернаціо-нальної та пр. ім. Леніна.                  | Грудень 1955 р.        | -                                                                      | 17.12.1969 р. № 724                                    |
| 46   | 147           | Меморіальний комплекс «Пам'яті загиблих заводчан».                                                       | м. Горлівка, Центрально-Міський р-н, вул. Катеринича, 6; терит. ВАТ «Горлівський машинобудівник».           | 1995 р.                | Автори: колектив дизайнерів машзаводу під керівництвом Гофмана Е. Я.   | 26.12.1995 р. № 138                                    |
| 47   | 2930          | Братська могила учасників революції 1905 року.                                                           | м. Горлівка, Центрально-Міський р-н, вул. Катеринича, 25; терит. ВАТ "Горлівський машинобудівник.           | 1936 р.                | -                                                                      | 12.06.1991 р. № 210                                    |
| 48   | 176           | Будинок, у якому знаходився Сталінський підпільний обком партії.                                         | м. Горлівка, Центрально-Міський р-н, вул. С.Лазо, 47.                                                       | Будинок: 1938 р.       | -                                                                      | 17.12.1969 р. № 724                                    |
| 49   | 152           | Братська могила червоноармійців.                                                                         | м. Горлівка, Центрально-Міський р-н, с-ще шахти ім. Леніна.                                                 | 1925 р.                | -                                                                      | 17.12.1969 р. № 724                                    |
| 50   | 150           | Братська могила учасників маївки 1916 р.                                                                 | м. Горлівка, Центрально-Міський р-н, вул. Лозовська, 36.                                                    | Травень 1917 р.        | -                                                                      | 17.12.1969 р. № 724                                    |
| 51   | 156           | Братська могила жертв фашизму.                                                                           | м. Горлівка, Центрально-Міський р-н, вул. Микитівська, 33.                                                  | 1950 р.                | -                                                                      | 17.12.1969 р. № 724                                    |
| 52   | 158           | Братська могила радянських воїнів Південного і Південно-Західного фронтів.                               | м. Горлівка, Центрально-Міський р-н, вул. Паркова,1                                                         | 1965 р.                | -                                                                      | 17.12.1969 р. № 724                                    |
| 53   | 155           | Братська могила радянських воїнів Південного фронту. Могила Баранова І. Ф., радянського воїна, капітана. | м. Горлівка, Центрально-Міський р-н, пр. Перемоги.                                                          | 1961 р. рек. 1973 р.   | Архітектори: Бєрбєров А.Л, Маландракі Є.,Свищь С., Бутилкін З.         | 17.12.1969 р. № 724                                    |
| 54   | 183           | Пам'ятник Горлову П. М, засновнику м. Горлівка.                                                          | м. Горлівка, Центрально-Міський р-н, перехрестя вул. Перемоги і вул. Першотравневої.                        | 1999 р.                | Скульптор: Антип П. І.                                                 | 21.06.2000 р. № 376                                    |
| 55   | 2009          | Пам'ятник героям Горлівського збройного повстання 1905 р.                                                | м. Горлівка, Центрально-Міський р-н, Площа Повстання.                                                       | Грудень 1980 р.        | Скульптори: Горбань Є. Ю., Гирич Ю. М. Архітектор: Миргородський С. М. | 28.02.1968 р. № 117 22.02.1975 р. № 95                 |
| 56   | 2929          | Будинок, у якому жив Безпощадний П. Г, російський радянський поет.                                       | м. Горлівка, Центрально-Міський р-н, вул. Радянська, 5.                                                     | 1968 р.                | -                                                                      | 12.06.1991 р. № 210                                    |
| 57   | 149           | Братська могила військовополонених.                                                                      | м. Горлівка, Центрально-Міський р-н, вул. Уманська, парк Рудуч, цвинтар.                                    | 1950 рек.1965, 1975 р. | -                                                                      | 10.11.1984 р. № 663                                    |
| 58   | 2923          | Могила Кияна В. М, воїна-афганця, лейтенанта.                                                            | м. Горлівка, Центрально-Міський р-н, цвинтар.                                                               | 1983 р.                | -                                                                      | 14.07.1993 р. № 419                                    |
| 59   | 2924          | Могила Літвінова Б М, воїна-афганця, рядового.                                                           | м. Горлівка, Центрально-Міський р-н, цвинтар.                                                               | 1981 р.                | -                                                                      | 14.07.1993 р. № 419                                    |
| 60   | 2927          | Могила Лубеннікова А.В’, воїна-афганця, рядового.                                                        | м. Горлівка, Центрально-Міський р-н, цвинтар.                                                               | 1985 р.                | -                                                                      | 14.07.1993 р. № 419                                    |
| 61   | 2956          | Могила Мельникової В. В’, службовця Радянської Армії.                                                    | м. Горлівка, Центрально-Міський р-н, цвинтар.                                                               | 1988 р.                | -                                                                      | 14.07.1993 р. № 419                                    |
| 62   | 2928          | Могила Найди В. Ф, воїна-афганця, рядового.                                                              | м. Горлівка, Центрально-Міський р-н, цвинтар.                                                               | 1984 р.                | -                                                                      | 14.07.1993 р. № 419                                    |
| 63   | 2925          | Могила Трубіцина І. В, воїна-афганця, рядового.                                                          | м. Горлівка, Центрально-Міський р-н, цвинтар.                                                               | 1986 р.                | -                                                                      | 14.07.1993 р. № 419                                    |
| 64   | 2954          | Могила Шкодіна Г. В, воїна-афганця, рядового.                                                            | м. Горлівка, Центрально-Міський р-н, цвинтар.                                                               | 1983 р.                | -                                                                      | 14.07.1993 р. № 419                                    |
| 65   | 189           | Пам'тник Т. Г. Шевченку                                                                                  | м. Горловка. Центрально-Міський р-н, площа ім Т. Г. Шевченку                                                | 01.09.2006             | Скульптор Д. І. Мохін                                                  | Постанова Колегій обл.упр. культури № 16 21.12 2007 р  |
| 66   | 188           | Пам'ятник воїнам-горловчанам, які загинули в Афганистане                                                 | м. Горловка. Центрально-Міський р-н.пер..пр-ту Леніна та бульвару Димитрова                                 | 9.05. 2007.            | -                                                                      | Постанова Колегій обл.упр. культури № 16 21.12 2007 р  |
| 67   | 1702          | Братська могила радянських воїнів Південного фронту і пам'ятник землякам.                                | м. Горлівка, Центрально-Міський р-н, Пантелеймонівська сел./р, смт Пантелеймонівка, вул. К. Маркса.         | 1960 р.                |                                                                        | 17.12.1969 р. № 724                                    |
| 68   | 2926          | Могила Сердюкова О. Ю, воїна-афганця, рядового.                                                          | м. Горлівка, Центрально-Міський р-н, Пантелеймонівська сел./р, смт Пантелеймонівка, цвинтар.                | 1986 р.                | -                                                                      | 14.07.1993 р. № 419                                    |
| 69   | 2955          | Могила Хухрікова Е. В, воїна-афганця.                                                                    | м. Горлівка, Центрально-Міський р-н, Пантелеймонівська сел./р, смт Пантелеймонівка, цвинтар, півн. част.    | 1985 р.                | -                                                                      | 14.07.1993 р. № 419                                    |
| 70   | 160           | Братська могила радянських воїнів Південного фронту.                                                     | м. Горлівка, Центрально-Міський р-н, Озерянівська сел./р, с. Михайлівка, вул. Зуєва.                        | 1946 р. рек. 1983 р.   | -                                                                      | 17.12.1969 р. № 724                                    |
| 71   | 159           | Братська могила радянських воїнів Південного фронту.                                                     | м. Горлівка, Центрально-Міський р-н, Озерянівська сел./р, с. Михайлівка, цвинтар.                           | 1948 р.                | -                                                                      | 17.12.1969 р. № 724                                    |
|      |               | | |                        |                                                                        |                                                        |

## Пам'ятки монументального мистецтва
| № пп | Охорон. номер | Найменування пам'ятки                                                                                                | Місцезнаходження пам'ятки                                                         | Рік встановлення | Автор                                                                                | Рішення              |
| ---- | ------------- | --- | --------------------------------------------------------------------------------- | ---------------- | ------------------------------------------------------------------------------------ | -------------------- |
| 1    | 174           | Пам'ятник Котову Б. А., Герою Радянського Союзу.                                                                     | м. Горлівка Калінінський р-н, вул. Педагогічна, 7.                                | 1967 р.          | Автор: Ясиненко М.В                                                                  | 5.09.1973 р. № 475   |
| 2    | 200           | Пам'ятник Ізотову М. В., шахтарю, ударнику Першої п'ятирічки.                                                        | м. Горлівка Центрально-Міський р-н, пр. Леніна, 1.                                | 1968 р.          | Скульптор: Костін В. М. Архітектори: Яковлев М. К.                                   | 17.12.1969 р. № 724  |
| 3    | 1877          | Пам'ятник В. І. Леніну                                                                                               | м. Горлівка Центрально-Міський р-н, пр. Перемоги, 67.                             | 1980 р.          | Скульптор: Полонік В. П. Архітектори: Вігдергауз П. І., Лукін А. Л., Штейнфаєр Л. Я. | 19.04.1983 р. № 280р |
| 4    | 173           | Пам'ятник воїнам-землякам, робітникам хімкомбінату                                                                   | м. Горлівка, Микитівський р-н, вул. Горлівської дивізії, 8.                       | 1965 р.          | -                                                                                    | 17.12.1969 р. № 724  |
| 5    | 1876          | Пам'ятник воїнам-землякам, шахтарям шахти «Комсомолець».                                                             | М. Горлівка, Микитівський р-н, вул. Червонопрапорна, 47; сквер біля ЦКД «Світоч». | 1968 р.          | Автор: Логатін А. К., самодіяльний скульптор, забійни                                | 19.04.1983 р. № 280р |
| 6    | 177           | Будинок, у якому навчався Коц А. Я., більшовик-ленінець.                                                             | м. Горлівка, Центрально-Міський р-н, вул. Гагаріна, 40.                           | 1889-93 рр.      | Будинок: 1928 р. Дошка: 1972 р.                                                      | 17.12.1969 р. № 724  |
| 7    | 172           | Пам'ятник воїнам-землякам.                                                                                           | м. Горлівка, Центрально-Міський р-н, вул. Рудакова, 2.                            | 1969 р.          | Архітектор Антонович А. К.                                                           | 17.12.1969 р. № 724  |
| 8    | 2931          | Будинок, у якому розташовувалась редакція газети, де працював Діденко-Чорнийу Ю.- український радянський письменник. | м. Горлівка, Центрально-Міський р-н, вул. Горького, 35.                           | 1982 р.          | Автори меморіальної дошки: скульптор Горбань Е. Е., архітектор Миргородський С. І.   | 12.06.1991 р. № 210  |
| 9    | 2010          | Пам'ятник воїнам-землякам, робітникам ртутного заводу.                                                               | м. Горлівка, Микитівський р-н, вул. Вознесенського, 3.                            | 1981 р.          | Скульптор Лютий В. М. Архітектор Шеховцов В.М                                        | 19.04.1983 р. № 280р |
| 10   | 178           | Пам'ятник В. І. Леніну                                                                                               | м. Горлівка Центрально-Міський р-н пр. Леніна. Біля входу парк им. Горького       | 1967 р.          | Скульптор Мухін В. Н.                                                                | 17.12.1969 р. № 724  |
|      |               | |                                                                                   |                  |                                                                                      |                      |